# Kendall Ellis
Kendall Ellis (Pembroke Pines, 8 de marzo de 1996) es una deportista estadounidense que compite en atletismo, especialista en las carreras de velocidad.
Participó en los Juegos Olímpicos de Tokio 2020, obteniendo una medalla de bronce en el relevo 4 × 400 m mixto. Ganó una medalla de oro en los Relevos Mundiales 2024, en la misma prueba.

## Palmarés internacional
| Juegos Olímpicos  | Juegos Olímpicos | Juegos Olímpicos  | Juegos Olímpicos |
| Año               | Lugar            | Medalla           | Prueba           |
| ----------------- | ---------------- | ----------------- | ---------------- |
| 2020              | Tokio (Japón)    | Medalla de bronce | 4 × 400 m mixto  |
| Relevos Mundiales |                  |                   |                  |
| Año               | Lugar            | Medalla           | Prueba           |
| 2024              | Nasáu (Bahamas)  | Medalla de oro    | 4 × 400 m mixto  |